# Cá đuối bướm Nhật Bản
Cá đuối bướm Nhật Bản, tên khoa học Gymnura japonica, là một loài cá đuối thuộc họ Gymnuridae. Chúng được Temminck & Schlegel mô tả lần đầu vào năm 1850.